# ديلينغر

ديلينغر؛ (باللغة النرويجية القديمة Dellingr). والتي تعني المشرق أو الفجر. وهو أحد الآلهة الإسكندنافية. وقد ذكر اسمه في قصائد إيدا الشعرية، التي جمعت عدة مصادر مختلفة في القرن الثالث عشر، وكذلك في قصائد إيدا النثرية التي كتبها سنوري ستورلسون أيضا في القرن الثالث عشر. وفي كلا المصدرين تم وصف ديلينغر على أنه والد الإله دأغر، التشخيص الإلهي لليوم، وقد ذكرت قصائد إيدا النثرية أنه وفقا لبعض المخطوطات القديمة فإن ديلينغر الزوج الثالث للإلهة نوت، التشخيص الإلهي لليل. أو زوج يورد، التشخيص الإلهي للأرض. كما ذكر اسمه في الملحمة الشهيرة ملحمة هيرفور وهيدريك. واعتبر الباحثين أن اسمه (الفجر) من المحتمل أن يظهر كاسم عائلة إنكليزية أو اسما لبعض المناطق.

## الشهادات

### قصائد إيدا الشعرية
ذُكر ديلينغر في قصائد إيدا الشعرية في قصيدتي فافثرودنيسمال وهافامال. ففي المقطع 24 من القصيدة الأولى سأل الإله أودين، متنكرا بشكل غاغنرادر، العملاق فافثرودنير من أين أتى الليل والنهار والمد والجزر، فأجاب فافثرودنير في المقطع 25:
ديلينغ العالي والد النهار، ولكن
الليل ولد من نارفي، خلقت الأقمار الجديدة والمحاقة
والقوى الخيرة، لكي تعد السنين للبشر.
في هافامال، قام القزم ثيودريرير بوضع تعويذة سحرية غير مسماة على أبواب ديلينغر:
حتى الخامس عشر أعلم ماذا غنى القزم ثيودرورير
أمام أبواب ديلينغر.
غنى بقوة لأجل الآيسر، لأجل إزدهار ألفار،
حكمة هروبتاتير.
في قصيدة فيولسفينسمال، سأل سفيبداغر «من هو الإله الذي صنع هذه القاعة العظيمة التي أنا بها؟» أجاب فيولسفدر بلائحة من الأسماء، من ضمنها ديلينغر. في مقطع من قصيدة هرافنغالدر أودينس، تم وصف داغر، حصانه، وعربته، وتم تقديم داغر على أنه ابن ديلينغ.

### قصائد إيدا النثرية
في المقطع العاشر من قصائد إيدا النثرية، كتاب غيلفاغينينغ. ذكر هاير المعظم بأن ديلينغر إله وهو الزوج الثالث لللإلهة نوت، وقد أنجب الاثنان داغر، الذي الذي حمل ملامح أسرة أبيه، اللذين وصفوا على أنهم «مشرقون وجميلون». وقد وضع أودين كلا ابن وزوجة ديلينغر في السماء، لكي يقودوا عرباتهما على مدار 24 ساعة في اليوم.
من ناحية ثانية أشار الباحث هاوكر ثورغيرسون، أن مخطوطات غيلفاغينينغ الأربعة تختلف في وصفها طبيعة العلاقة بين نوت، يورد، داغر، وديلينغر. بعبارة أخرى، فإما يورد أو نوت هما والدتا داغر وزوجة ديلينغر، وشرح هاوكر «أن المخطوطة الأقدم، U، عرضت أن يورد هي زوجة ديلينغر وهي بالتالي والدة داغر، أما المخطوطات الأخرى، R، W، وT، عرضت أن زوجة ديلينغر هي نوت ووالدة داغر». وأضاف أن الخطأ الذي ورد في المخطوطة الأولى كان عرضيا بسبب أن مؤلف هذه المخطوطة كان قد أسبقها باختصار شبيه للمخطوطات الثلاثة الأخرى، وكان نتيجة هذا الحادث أنها وصلت إلى الأشعار الإسكندنافية القديمة.

### ملحمة هيرفارار وهيدريكس
وُجد خمسة ألغاز في قصيدة هيدريكس غاوتر في الملحمة الشعرية هيرفارا وهيدريكس، وتتضمن «أبواب ديلينغر»، وكل مرة على حدى، فعلى سبيل المثال في أحد المقاطع قام غيستومبليندي، (الذي هو أساسا أودين متخفيا) بطرح اللغز التالي:
يالها من أحجية غريبة
التي لم أرها قبلا
أمام بوابة ديلينغر
فرأسها للأسفل
باتجاه [[هيل (ميثولوجيا نوردية|هيل)
ولكن هل تصل أقدامها حتى السماء
هذا لغز محير
أيها الأمير هايدريك
«أحجيتك جيدة غيستومبليندي» قال الملك «لقد حزرتها، إنها الكراث. فرأسها مغروس بالأرض، : ولكن أشواكها تنمو للأعلى»

## النظريات
ذكر جاكوب غريم أن ديلينغر قد انحدر اسمه من ديغلينغر، حيث يحتوي على اسم ابن ديلينغر، (داغر)، وأضاف أن لينغ تدل على الانحدار من السلالة أي أنه (سلف داغر) أو أنه قام بإعطاء الخلافة له، فمعروف عن غريم أنه دائما يتحدث بالأنساب. وقد قال بينجامين ثورب بأن ديلينغر تشخيص للفجر، تماما مثل ابنه الذي هو تشخيص للنهار.
واستنادا إلى ماذكرته ملحمة هيرفارار وهايدريكس، قال كريستوفر تولكين:
ماتعنيه هذه العبارة فمن المستحيل أن يتم ذكره، ففي هافامال 160 ذُكر بأن القزم ثيودرورير قد غنى: أمام بوابة ديلينغر، حيث (وبما أن ديلينغرهو والد داغر حسب ماجاء في فافثرودنيسمال 25) يعني: بأنه قام بإرسال تحذير إلى شعبه إلى أن الشمس ستظهر، وأن عليهم العودة إلى منازلهم المظلمة. : وبالتالي فإن هذه الأحجية ستعني بشكل عام (عند شروق الشمس).
أما جون ليندو فقد قال بأن هناك بعض الأشياء التي يجب أن نراها في هافامال، فقد قال ليندو بأن «بوابة ديلينغر» قد تكون إما استعارة لشروق الشمس، أو إشارة إلى اسم القزم نفسه.
وقد اعتبر الإسم العائلي الإنكليزي (دالينغر) قد انحدر من ديلينغر. أما القرية الإنكليزية دالبوري لييدز من مقاطعة ديربيشاير، فقد انحدر اسمها من ديلينغبيري والتي انحدرت أساسا من ديلينغر.

## الملاحظات
1. ↑  مذكور في: Cassell's Dictionary of Norse Myth & Legend (2002 edition). الصفحة: 87. تاريخ النشر: 2002.
2. ↑  مذكور في: Cassell's Dictionary of Norse Myth & Legend (2002 edition). الصفحة: 87. الاقتباس: Delling: According to the eddic poem Vafthrúdnismál, the father of Dag. تاريخ النشر: 2002.
3. ↑  بيلوز (1936)
4. ↑  أورشارد (1997)
5. 1 2 3  ثورب (1907)
6. ↑  ثورب (1866)
7. ↑  بيوك (2005)
8. ↑  ستاليبراس (1883)
9. 1 2  تولكين (1960)
10. ↑  باربر (1968)
11. ↑  كيري (1897)